# جوایز انجمن تهیه‌کنندگان آمریکا
جوایز انجمن تهیه‌کنندگان آمریکا (انگلیسی: Producers Guild of America Award) در اصل در سال ۱۹۹۰ توسط انجمن تهیه‌کنندگان آمریکا به عنوان جوایز لورن طلایی تاسیس شد که به تجلیل از کسانی که فیلم‌ها و محصولات تلویزیونی را تولید می‌کنند، بپردازد.